# Brachypelma smithi
Brachypelma smithi és una espècie d'aranya migalomorfa de la família Theraphosidae que habiten la zona oest del Pacífic de Mèxic. És una de les batejades amb el nom de taràntula d'anells o de genolls vermells.
Aquestes taràntules són populars entre els amants dels aràcnids i està mundialment sol·licitada com a mascota; destaquen en ella els seus bells colors (negra amb anells vermells i groguencs sobre les seves potes) i la seva forma de comportar-se (molt dòcil). Aquestes taràntules, igual que totes les altres, té verí, però del que un deu preocupar-se comunament de les taràntules Brachypelma són dels seus pèls urticants, ja que si són inhalats, aquests poden causar inflamació de les mucoses.